# Alia Shawkat
Alia Martine Shawkat (Riverside, California, 18 de abril de 1989) es una actriz estadounidense de ascendencia iraquí, principalmente conocida por su papel de Maeby en Arrested Development.

## Biografía
Alia Shawkat nació en Riverside, California, Estados Unidos, hija del matrimonio entre Dina Burke y el actor Tony Shawkat. Creció cerca de Palm Springs y tiene dos hermanos. El actor Paul Burke era su abuelo materno. Su padre es oriundo de Bagdad (Irak), mientras que su madre es originaria de Nueva Orleans, Luisiana (Estados Unidos), pero es de ascendencia noruega, italiana e irlandesa.
Cuando no trabaja como actriz, le gusta pintar e incluso ha participado en galerías en ciudades como Los Ángeles, Ciudad de México y París. También le gusta hacer música y cantar jazz en bares.

## Carrera actoral
Interpretando a Maeby Funke, Shawkat fue miembro del elenco regular de Arrested Development durante todas las temporadas de la serie (desde 2003 hasta 2006). La serie recibió a nivel mundial críticas positivas, con la actuación de Shawkat. Brian M. Palmer comentó que ella era "una de las luces más brillantes en un espectáculo poblado únicamente de luces brillantes", mientras que Scott Weinberg de eFilmCritic la describió como "una señorita divertida y agradable." En una entrevista con The A.V. Club en 2010, Shawkat comentó que muchos de sus "momentos formativos" como actriz tuvieron lugar en el set de Arrested Development. Shawkat comentó que: "Mitch Hurwitz (creador de la serie) era como un padre para ella y también dijo que fue genial haber estado cerca de un elenco como el de Arrested Development, porque gracias a ello su entendimiento por la comedia fue creciendo".

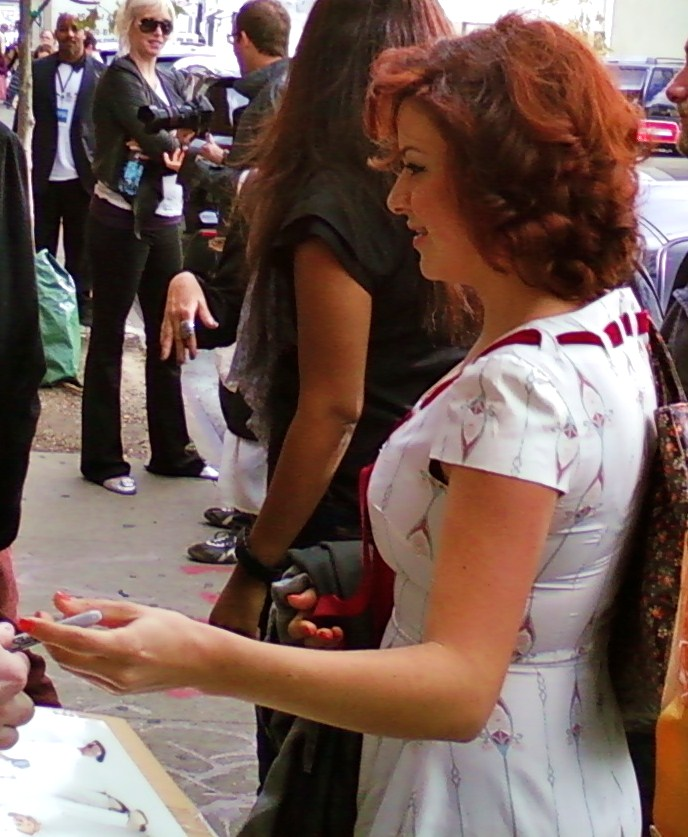
Shawkat firmando autógrafos

En 2009, Shawkat apareció en un vídeo musical de Har Mar Superstar para "Tall Boy", que también contó con Eva Mendes y Eric Wareheim. En octubre de ese año, se anunció que Shawkat, Har Mar, y el co-protagonista de Whip It Elliot Page producirían y escribirían un programa para HBO llamado Stitch N 'Bitch. Según el Hollywood Reporter, el espectáculo "sigue a dos chicas hipster, que se trasladan desde Williamsburg, Brooklyn hacia un barrio de Los Ángeles llamado Silver Lake con la esperanza de convertirse en artistas de cualquier tipo".
En 2010, Shawkat, junto con la co-protagonista Mae Whitman de Arrested Development, cantaron en una serie de pistas del álbum Real Ghosts Caught on Tape de la banda de indie punk Fake Problems.
Seis años después de cancelada la serie, el rodaje de la cuarta temporada de Arrested Development se hizo una realidad y comenzó a producirse desde el 7 de agosto de 2012, donde Shawkat repitió su papel como Maeby Fünke. La temporada constó de 15 nuevos episodios y se estrenó en el 26 de mayo de 2013 en Netflix y la televisión. Cada episodio se centra en un personaje en particular, con Maeby, quien ahora una estudiante de secundaria, que aparece en el episodio 12 "Señoritis" y en varios episodios de la temporada.
Tras finalizar la cuarta temporada de Arrested Development Shawkat continuó su trabajo en diversas películas y apareciendo como actriz invitada en varias series de televisión, hasta que en junio de 2015 fue seleccionada para protagonizar Search Party, una comedia dramática de humor negro de 50 episodios que fue emitida entre 2016 y 2022 por el canal de televisión TBS y posteriormente por la plataforma de streaming HBO Max, en la serie Shawkat interpretó el papel de Dory Sief, una joven millennial que se obsesionó con encontrar el paradero de una conocida de la universidad que desapareció misteriosamente, posteriormente su personaje se vio involucrado en otro tipo de situaciones derivadas del conflicto original.
En 2022 Shawkat formó parte del reparto principal de la serie televisiva The Old Man, una serie de suspenso basada en una novela del mismo nombre.

## Filmografía

### Cine
| Cine | Cine                           | Cine            | Cine          | Cine |
| Año  | Título                         | Personaje       | Notas         |      |
| ---- | ------------------------------ | --------------- | ------------- | ---- |
| 1999 | Tres Reyes                     | Hija de Amir    |               |      |
| 2005 | Rebound                        | Amy             |               |      |
| 2005 | Queen of Cactus Cove           | Billie          | Cortometraje  |      |
| 2006 | Deck the Halls                 | Madison Finch   |               |      |
| 2008 | Bart Got a Room                | Camille         |               |      |
| 2008 | Prom Wars                      | Diana Riggs     |               |      |
| 2009 | Amreeka                        | Salma           |               |      |
| 2009 | Whip It                        | Pash            |               |      |
| 2010 | The Runaways                   | Robin           |               |      |
| 2010 | The Lie                        | Seven           |               |      |
| 2011 | Cedar Rapids                   | Bree            |               |      |
| 2011 | La hija de mi mejor amigo      | Vanessa Walling |               |      |
| 2011 | Our Deal                       | Night Creeper   | Cortometraje  |      |
| 2012 | Damsels in Distress            | Madge           |               |      |
| 2012 | That's What She Said           | Clementine      |               |      |
| 2012 | Ruby Sparks                    | Mabel           |               |      |
| 2012 | The Brass Teapot               | Louise          |               |      |
| 2012 | The Golden Age                 | Janice          | Cortometraje  |      |
| 2013 | May in the Summer              | Dalia           |               |      |
| 2013 | The End of Love                | Ella misma      | Cameo         |      |
| 2013 | Setup, Punch                   | Dottie Kaufman  | Cortometraje  |      |
| 2013 | The To Do List                 | Fiona Forster   |               |      |
| 2013 | Bunion                         | Rachel          | Cortometraje  |      |
| 2013 | Night Moves                    | Sorpresa        |               |      |
| 2013 | The Moment                     | Jessie          |               |      |
| 2014 | Life After Beth                | Roz             |               |      |
| 2014 | Wild Canaries                  | Jean            |               |      |
| 2015 | Las últimas supervivientes     | Gertie          |               |      |
| 2015 | The Driftless Area             | Carrie          |               |      |
| 2015 | Me Him Her                     | Laura           |               |      |
| 2015 | Nasty Baby                     | Wendy           |               |      |
| 2015 | Green Room                     | Sam             |               |      |
| 2015 | Me Him Her                     | Laura           |               |      |
| 2016 | The Intervention               | Lola            |               |      |
| 2016 | Pee-wee's Big Holiday          | Bella           |               |      |
| 2016 | Paint It Black                 | Josie           |               |      |
| 2016 | 20th Century Women             | Trish           |               |      |
| 2017 | Izzy Gets the F*ck Across Town | Agatha Benson   |               |      |
| 2018 | Duck Butter                    | Naima "Nima"    | -co-escritora |      |
| 2018 | Blaze                          | Sybil Rosen     |               |      |
| 2021 | Being the Ricardos             | Madelyn Pugh    |               |      |
| 2022 | The Listener                   | Sharon          |               |      |

### Televisión
| Televisión      | Televisión                               | Televisión               | Televisión                                                                                      | Televisión |
| Año             | Título                                   | Personaje                | Notas                                                                                           |            |
| --------------- | ---------------------------------------- | ------------------------ | ----------------------------------------------------------------------------------------------- | ---------- |
| 1999            | JAG                                      | Joven Mac                | 1 episodio: "Second Sight"                                                                      |            |
| 2000            | The Trial of Old Drum                    | Dee                      | Película de TV                                                                                  |            |
| 2001-2002       | State of Grace                           | Hannah Rayburn           | Protagonista 40 episodios                                                                       |            |
| 2002            | Presidio Med                             | Tara Wegman              | 1 episodio: "Good Question"                                                                     |            |
| 2003            | Sin rastro                               | Siobhan Arintero         | 1 episodio: "Maple Street"                                                                      |            |
| 2003            | Boomtown                                 | Denise Stein             | 1 episodio: Home Invasion"                                                                      |            |
| 2003-2006; 2013 | Arrested Development                     | Mae "Maeby" Fünke        | Reparto principal 68 episodios                                                                  |            |
| 2005            | Last Call with Carson Daly               | Herself                  | 1 episodio, emitido el 15 de septiembre de 2005                                                 |            |
| 2005            | Blow Out                                 | Herself                  | 1 episode: "Episode #2.1"                                                                       |            |
| 2006            | Veronica Mars                            | Stacy Wells              | 1 episodio: "The Rapes of Graff"                                                                |            |
| 2006            | Not Like Everyone Else                   | Brandi Blackbear         | TV Movie                                                                                        |            |
| 2007            | The Business                             | Screenwriting Manicurist | 2 episodios: "Field Trip to Hollywood: Part 1", "Field Trip to Hollywood: Part 2"               |            |
| 2008            | The Bad Mother's Handbook                | Charlotte                | TV Movie                                                                                        |            |
| 2008            | The Starter Wife                         | Robin                    | 3 episodios: "The Remains of the Snow Day", "Mollywood", "Das Booty Call"                       |            |
| 2009            | Arrested Development Documentary Project | Ella misma               |                                                                                                 |            |
| 2009            | Crappy Holidays Present...               |                          | 3 episodios: "Crappy Father's Day", "Crappy Pioneer Day", "Crappy Labor Day: Final Destination" |            |
| 2009            | Made in Hollywood                        | Herself                  | 1 episodio: "Episodio #5.2"                                                                     |            |
| 2009            | Sundance Directors Lab                   | Ella misma               | 1 episodio: "First-Time Filmmakers"                                                             |            |
| 2010            | The League                               | April                    | 1 episodio: "The Expert Witness"                                                                |            |
| 2013            | NTSF:SD:SUV::                            | Gail                     | 1 episodio: "Burn After Killing"                                                                |            |
| 2014            | Drunk History                            | Frances Cleveland        | 1 episodio: "First Ladies"                                                                      |            |
| 2014            | Robot Chicken                            | Baronesa                 | 1 episodio: "G.I. Jogurt"                                                                       |            |
| 2014            | Getting On                               | Colleen Hoover           | 4 episodios                                                                                     |            |
| 2015            | Adventure Time                           | Young Betty Poundcake    | 1 episodio: "The Diary"                                                                         |            |
| 2015            | Broad City                               | Adele                    | Episodio: "Coat Check"                                                                          |            |
| 2015            | Drunk History                            | Virginia Hall            | Episodio: "Spies"                                                                               |            |
| 2016            | Portlandia                               | Mayor's Kid              | Episodio: "Shville"                                                                             |            |
| 2016            | Animals                                  | Sharon (voz)             | Episodio: "Rats"                                                                                |            |
| 2016            | Adventure Time                           | Charlie (voz)            | Episodio: "Daddy-Daughter Card Wars"                                                            |            |
| 2016-2022       | Search Party                             | Dory Sief                | Papel principal                                                                                 |            |
| 2016            | Drunk History                            | Alexander Hamilton       | Episodio: "Hamilton"                                                                            |            |
| 2022            | The Old Man                              | Angela Adams             | Reparto principal 4 episodios                                                                   |            |

## Premios y nominaciones
| Año  | Premio                    | Categoría                                                                    | Nominación           | Resultado |
| ---- | ------------------------- | ---------------------------------------------------------------------------- | -------------------- | --------- |
| 2002 | Young Artist Award        | Best Performance in a TV Comedy Series – Leading Young Actress               | State of Grace       | Nom       |
| 2004 | TV Land Award             | Future Classic                                                               | Arrested Development | Ganadora  |
| 2005 | Young Artist Award        | Best Performance in a TV Series (Comedy or Drama) – Supporting Young Actress | Arrested Development | Ganadora  |
| 2005 | Screen Actors Guild Award | Outstanding Performance by an Ensemble in a Comedy Series                    | Arrested Development | Nom       |
| 2006 | Screen Actors Guild Award | Outstanding Performance by an Ensemble in a Comedy Series                    | Arrested Development | Nom       |
| 2014 | Screen Actors Guild Award | Outstanding Performance by an Ensemble in a Comedy Series                    | Arrested Development | Nom       |

## Vídeos Musicales
|2017
Bleachers - Don't Take The Money